# Maratona aquática no Campeonato Mundial de Esportes Aquáticos de 2013 - 10 km masculino
A prova de 10 quilômetros masculino da maratona aquática no Campeonato Mundial de Esportes Aquáticos de 2013 foi realizada no dia 22 de julho em Moll de la Fusta em Barcelona. 

## Medalhistas
| Ouro                      | Prata             | Bronze                 |
| Spyridon Gianniotis (GRE) | Thomas Lurz (GER) | Oussama Mellouli (TUN) |

## Resultados
Estes foram os resultados da prova. 
| Pos.              | Nadador                | Nacionalidade  | Tempo     |
| ----------------- | ---------------------- | -------------- | --------- |
| Medalha de ouro   | Spyridon Gianniotis    | Grécia         | 1:49:11.8 |
| Medalha de prata  | Thomas Lurz            | Alemanha       | 1:49:14.5 |
| Medalha de bronze | Oussama Mellouli       | Tunísia        | 1:49:19.2 |
| 4                 | Damien Cattin-Vidal    | França         | 1:49:19.8 |
| 5                 | Richard Weinberger     | Canadá         | 1:49:19.9 |
| 6                 | Ferry Weertman         | Países Baixos  | 1:49:20.3 |
| 7                 | Allan do Carmo         | Brasil         | 1:49:26.2 |
| 8                 | Chad Ho                | África do Sul  | 1:49:26.3 |
| 9                 | Christian Reichert     | Alemanha       | 1:49:26.8 |
| 10                | Guillermo Bertola      | Argentina      | 1:49:28.4 |
| 11                | Brian Ryckeman         | Bélgica        | 1:49:29.3 |
| 12                | Simon Huitenga         | Austrália      | 1:49:29.7 |
| 13                | Rhys Mainstone-Hodson  | Austrália      | 1:49:30.4 |
| 14                | Valerio Cleri          | Itália         | 1:49:30.5 |
| 15                | Jack Burnell           | Reino Unido    | 1:49:30.6 |
| 16                | Christopher Bryan      | Irlanda        | 1:49:33.4 |
| 17                | Sergey Bolshakov       | Rússia         | 1:49:34.5 |
| 18                | Gergely Gyurta         | Hungria        | 1:49:34.6 |
| 19                | Ihor Chervynskyi       | Ucrânia        | 1:49:40.6 |
| 20                | Kane Radford           | Nova Zelândia  | 1:49:43.0 |
| 21                | Yasunari Hirai         | Japão          | 1:49:52.8 |
| 22                | Jan Pošmourný          | Chéquia        | 1:49:54.4 |
| 23                | Eric Hedlin            | Canadá         | 1:49:54.5 |
| 24                | Johndry Segovia        | Venezuela      | 1:49:59.7 |
| 25                | Ventsislav Aydarski    | Bulgária       | 1:50:00.2 |
| 26                | Yuto Kobayashi         | Japão          | 1:50:17.4 |
| 27                | Miguel Rozas           | Espanha        | 1:50:18.0 |
| 28                | Martin Carrizo         | Argentina      | 1:50:18.4 |
| 29                | Ihor Snitko            | Ucrânia        | 1:50:18.9 |
| 30                | Santiago Enderica      | Equador        | 1:50:20.2 |
| 31                | Ivan Enderica          | Equador        | 1:50:20.6 |
| 32                | Antonios Fokaidis      | Grécia         | 1:50:20.7 |
| 33                | Vasco Gaspar           | Portugal       | 1:50:20.7 |
| 34                | Kirill Abrosimov       | Rússia         | 1:50:22.5 |
| 35                | Ivan Lopez             | México         | 1:50:22.8 |
| 36                | Yuval Safra            | Israel         | 1:50:23.5 |
| 37                | Thomas Snelson         | Espanha        | 1:50:25.1 |
| 38                | Daniel Fogg            | Reino Unido    | 1:50:29.0 |
| 39                | Arseniy Lavrentyev     | Portugal       | 1:50:31.7 |
| 40                | Axel Reymond           | França         | 1:50:33.0 |
| 41                | Zhang Zibin            | China          | 1:50:55.4 |
| 42                | Alex Meyer             | Estados Unidos | 1:51:01.8 |
| 43                | Mario Sanzullo         | Itália         | 1:51:07.7 |
| 44                | Luis Bolanos           | Venezuela      | 1:51:09.6 |
| 45                | Phillip Ryan           | Nova Zelândia  | 1:51:11.3 |
| 46                | Shahar Resman          | Israel         | 1:51:13.6 |
| 47                | Jan Kutnik             | Chéquia        | 1:51:15.1 |
| 48                | Miguel Hernandez       | México         | 1:51:17.6 |
| 49                | Vitaliy Khudyakov      | Cazaquistão    | 1:51:42.8 |
| 50                | Sean Ryan              | Estados Unidos | 1:51:43.7 |
| 51                | Troyden Prinsloo       | África do Sul  | 1:51:48.0 |
| 52                | Diogo Villarinho       | Brasil         | 1:53:20.3 |
| 53                | Zagrani Mohamed Amine  | Tunísia        | 2:03:03.3 |
| 54                | Youssef Hossameldeen   | Egito          | 2:03:05.3 |
| 55                | Francisco Montero      | Costa Rica     | 2:03:27.6 |
| 56                | Vladimir Tolikin       | Cazaquistão    | 2:04:47.6 |
| 57                | Vicente Vidal          | Chile          | 2:05:14.7 |
| 58                | Rodolfo Sánchez        | Costa Rica     | 2:06:50.7 |
| 59                | Poon Ching Leung Sunny | Hong Kong      | 2:06:55.8 |
| 60                | Manuel Meneses         | Guatemala      | 2:09:15.8 |
| 61                | Li Chun Hong           | Hong Kong      | 2:09:17.5 |
| 62                | Abdul Hady             | Indonésia      | 2:10:46.2 |
| 63                | Mandar Anandrao Divase | Índia          | DNF       |
| 64                | Adel Ragab             | Egito          | DNF       |
| 65                | Zu Lijun               | China          | DSQ       |
| 66                | Saleh Mohammad         | Síria          | DNS       |

Legenda
| Recorde mundial       | Recorde mundial (World record)               |                       | Recorde africano                      | Recorde africano (African) |                                           | Q | Classificado por posição (Qualified) |
| Recorde do campeonato | Recorde do campeonato (Championship record)  | Recorde da América    | Recorde da América (Americas)         | q                          | Classificado por melhor tempo (Qualified) |   |                                      |
| Melhor marca do ano   | Melhor marca do ano (World leading)          | Recorde asiático      | Recorde asiático (Asian)              | DNS                        | Não largou (Did not start)                |   |                                      |
| Recorde nacional      | Recorde nacional (National record)           | Recorde europeu       | Recorde europeu (European)            | DNF                        | Não terminou (Did not finish)             |   |                                      |
| Recorde pessoal       | Recorde pessoal do atleta (Personal best)    | Recorde da Oceania    | Recorde da Oceania (Oceania)          | DSQ / DQ                   | Desclassificado (Disqualified)            |   |                                      |
| Recorde da temporada  | Recorde da temporada do atleta (Season best) | Recorde sul-americano | Recorde sul-americano (South America) | NM                         | Sem marca (No mark)                       |   |                                      |